# Portes-en-Valdaine
Portes-en-Valdaine ist eine französische Gemeinde mit 455 Einwohnern (Stand: 1. Januar 2022) im Département Drôme in der Region Auvergne-Rhône-Alpes. Montboucher-sur-Jabron gehört zum Arrondissement Nyons und zum Kanton Dieulefit. 

## Geographie
Portes-en-Valdaine liegt am Rande der Provence in der Ebene Valdaine. Der Jabron bildet die nördliche Gemeindegrenze. Umgeben wird Portes-en-Valdaine von den Nachbargemeinden La Bégude-de-Mazenc im Norden und Osten, Aleyrac im Süden und Südosten, Montjoyer im Süden und Südwesten, La Touche im Westen sowie La Bâtie-Rolland im Nordwesten.

## Bevölkerungsentwicklung
| Jahr                       | 1962 | 1968 | 1975 | 1982 | 1990 | 1999 | 2006 | 2016 |
| -------------------------- | ---- | ---- | ---- | ---- | ---- | ---- | ---- | ---- |
| Einwohner                  | 238  | 241  | 220  | 253  | 274  | 333  | 376  | 397  |
| Quellen: Cassini und INSEE |      |      |      |      |      |      |      |      |